# 自性院 (台東区)
自性院（じしょういん）は、東京都台東区にある新義真言宗の寺院。

## 歴史
1611年（慶長16年）、道意によって開山された。元々は神田に位置していたが、1648年（慶安元年）に現在地に移転した。
川口松太郎の小説『愛染かつら』の題名は、当寺所蔵の愛染明王像と桂の木に由来している。

## 文化財
- 木造阿弥陀如来坐像（台東区有形文化財 昭和63年度登載）[3]
- 木造不動明王立像（台東区有形文化財 平成元年度指定）[4]

## 交通アクセス
- 千代田線根津駅より徒歩7分（経路案内）。
- 千代田線千駄木駅より徒歩10分（経路案内）。
- JR東日本日暮里駅より徒歩11分（経路案内）。